# Colostygia cenereata
Colostygia cenereata là một loài bướm đêm trong họ Geometridae.